# Gregg Harper
Gregory Harper, detto Gregg (Jackson, 1º giugno 1956), è un politico statunitense, membro della Camera dei Rappresentanti per lo Stato del Mississippi dal 2009 al 2019.

## Biografia
Nato e cresciuto nel Mississippi, dopo il college Harper lavorò come avvocato nel settore privato e successivamente fu procuratore.
Entrato in politica con il Partito Repubblicano, ne fu dirigente a livello locale e in seguito nel 2008 si candidò alla Camera dei Rappresentanti per il seggio lasciato da Chip Pickering. Da allora venne sempre riconfermato nelle successive tornate elettorali.
Sposato, è padre di due figli.